# Direitos conexos
Os Direitos Conexos, também chamados de direitos vizinhos ou análogos, têm por escopo a proteção do profissional que, através de sua mão de obra - seja ela criativa ou técnica -, agrega valor à obra criada pelo autor. Eles são incidentes sobre todas as interpretações ou execuções artísticas e suas respectivas transmissões e retransmissões.
Tais direitos surgem com a Convenção de Roma, ocorrida na capital italiana em 1961. No Brasil, o texto da Convenção de Roma foi promulgado pelo Decreto nº 57.125, de 19 de outubro de 1965 e estão previstos no artigo 89 e seguintes da Lei de Direitos Autorais (LDA), que conferem direitos conexos aos artistas intérpretes ou executantes, aos produtores fonográficos e às empresas de radiodifusão.
Tal direito se embasa sobre a teoria de que, ao interpretar/trabalhar com ou na obra criada pelo autor, o intérprete "cria" sua própria obra, agregando elementos de sua própria personalidade e colaborando com o autor ao agregar valores à obra criada. Por essa razão, pode ser invocado até mesmo contra o autor da obra.
Aos intérpretes e executantes a lei brasileira assegura, nos termos do art. 90 da Lei de Direitos Autorais , o direito de autorizar ou proibir a utilização de quaisquer modalidades de utilização de sua interpretações ou execuções. Quando uma gravação detém muitos intérpretes e executantes, os direitos serão exercidos pelo diretor do conjunto, com fundamento no art. 91 da Lei supracitada. Os direitos de exploração exclusiva (direitos patrimoniais) atribuídos aos produtores fonográficos e empresas de radiodifusão estão previstos nos artigos 93 e 94 da Lei em referência - às empresas de radiodifusão cabe, por exemplo, o direito de autorizar ou proibir a retransmissão de seus programas, seja qual for a origem.

## Domínio Público
Na legislação brasileira, mais precisamente no artigo 96 da LDA, o prazo de proteção aos direitos conexos é de 70 anos, contados a partir de primeiro de janeiro subsequente à fixação, no caos de fonogramas;  à transmissão, para as emissões das empresas de radiodifusão; e à execução e representação pública, para os demais casos. Transcorrido este prazo, os direitos entrarão em domínio público - isto é, os titulares de direitos conexos deixam de gozar dos direitos exclusivos de exploração que lhe são conferidos pela Lei, permitindo que a coletividade o faça livremente e de forma gratuita.